# Ole Falkentorp
Ole Falkentorp (18 de febrero de 1886 - 21 de agosto de 1948) fue un arquitecto danés.

## Primeros años y educación
Johannes Oluf Ole Falkentorp nació en el seno de una familia de arquitectos de Copenhague. Su padre, Albert Jensen, era arquitecto, profesor e inspector real de edificios, y su madre, Sophie Jensen, de soltera Nebelong, era hija del arquitecto Niels Sigfred Nebelong. En 1899 adoptó el apellido Falkentorp.
Se matriculó en la Real Academia Danesa de Bellas Artes, donde aún predominaba el historicismo y su padre era una figura central, pero la abandonó poco después. Tomó clases en una escuela técnica y fue aprendiz de albañil. Después trabajó para Heinrich Wenck, jefe del estudio de arquitectura de los Ferrocarriles Estatales Daneses. Allí conoció a Carl Petersen y Povl Baumann, con los que colaboraría más tarde en varios proyectos.
La expresión arquitectónica de Falkentorp pasó del neoclasicismo hasta  el modernismo y el   funcionalismo.
Entre sus obras más importantes, todas ellas en Copenhague, destacan la urbanización Classen Have (1924, con Carl Petersen y Povl Baumann), el edificio de oficinas revestido de cobre Ved Vesterport (1930-1932, con Povl Baumann) y los hoteles Hornbæk Badehotel (1935) y Hotel Astoria (1935) junto a la estación central de Copenhague.
En 1911, Falkentorp fue cofundador y miembro activo de la asociación de arquitectura alternativa Den Frie Arkitektforening (actual Danske Arkitekters Landsforbund).

## Galería
- Ved Vesterport, Copenhague

 (1930-32)
- Hotel Astoria

 (1935)

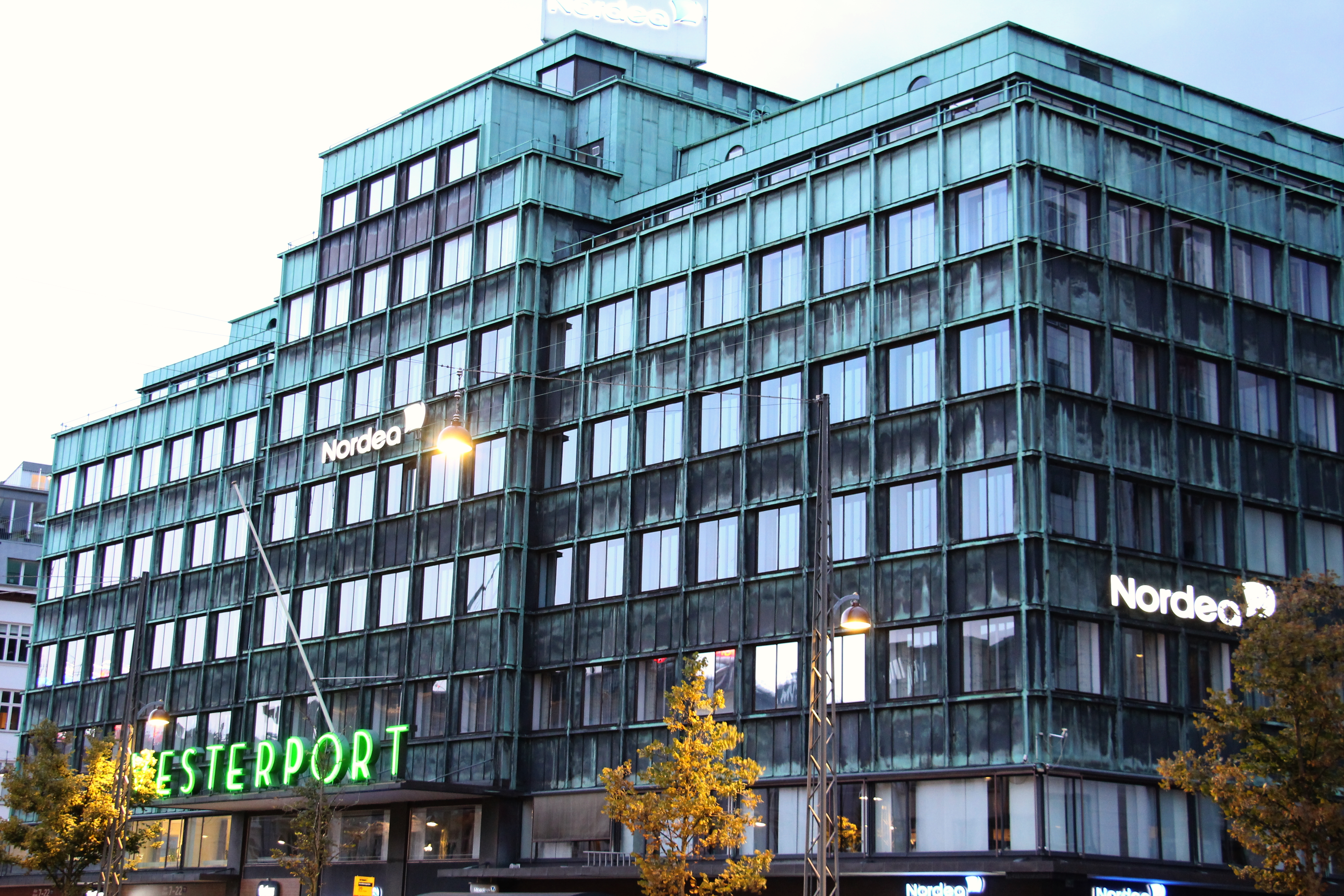
Ved Vesterport, Copenhague (1930-32)
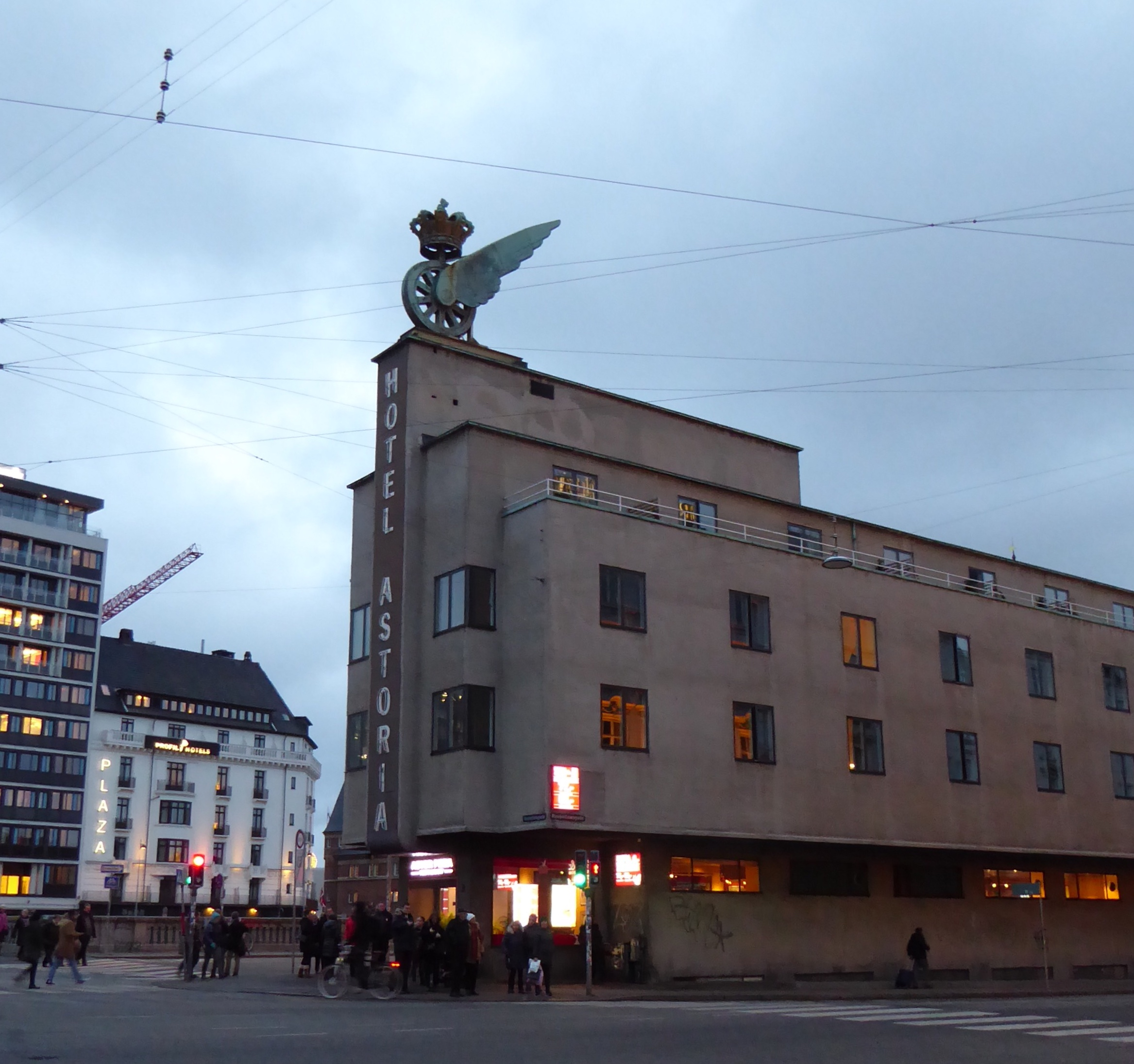
Hotel de baños de Hornbæk (1935)
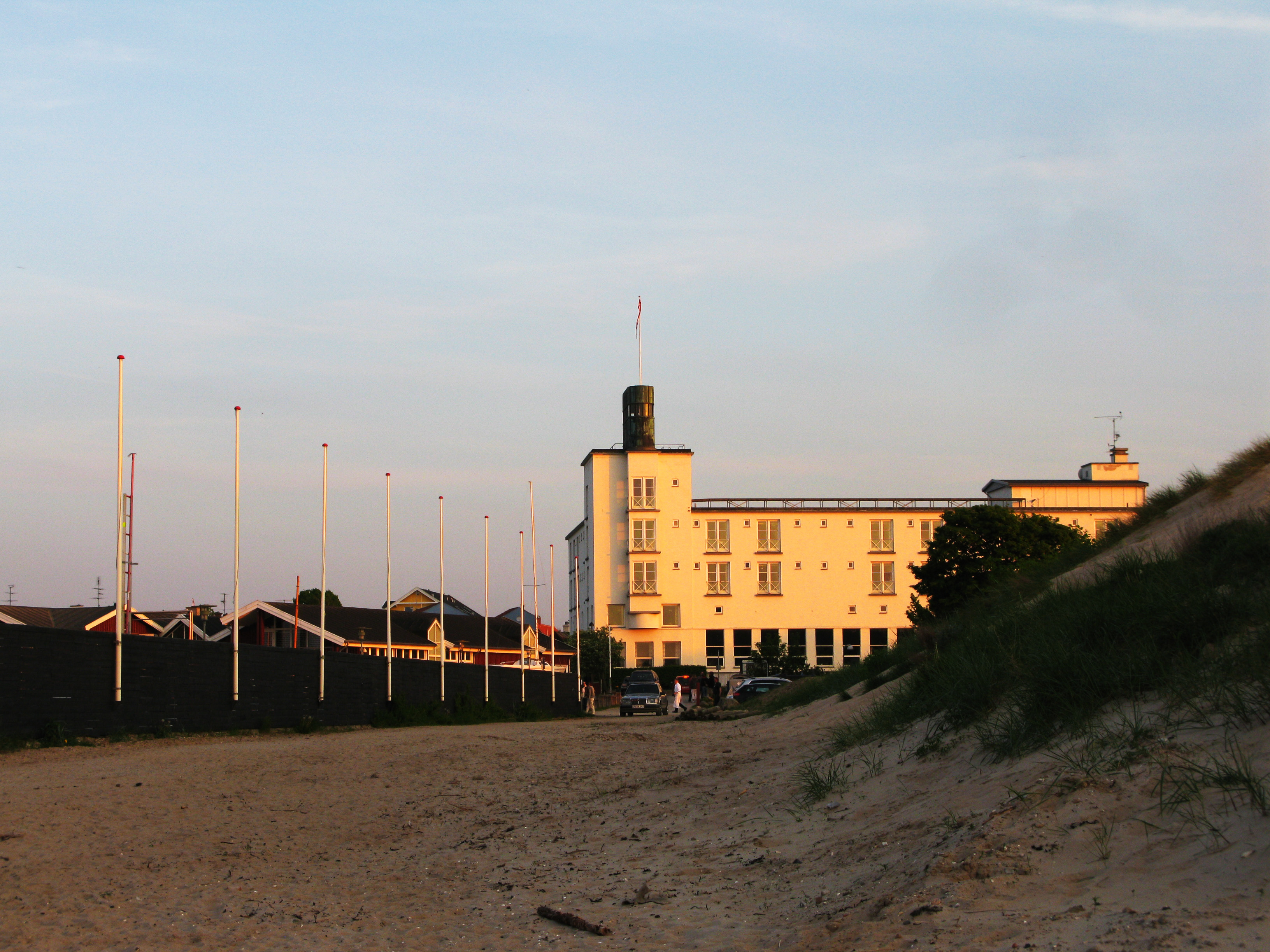
Hotel de baños de Hornbæk (1935)
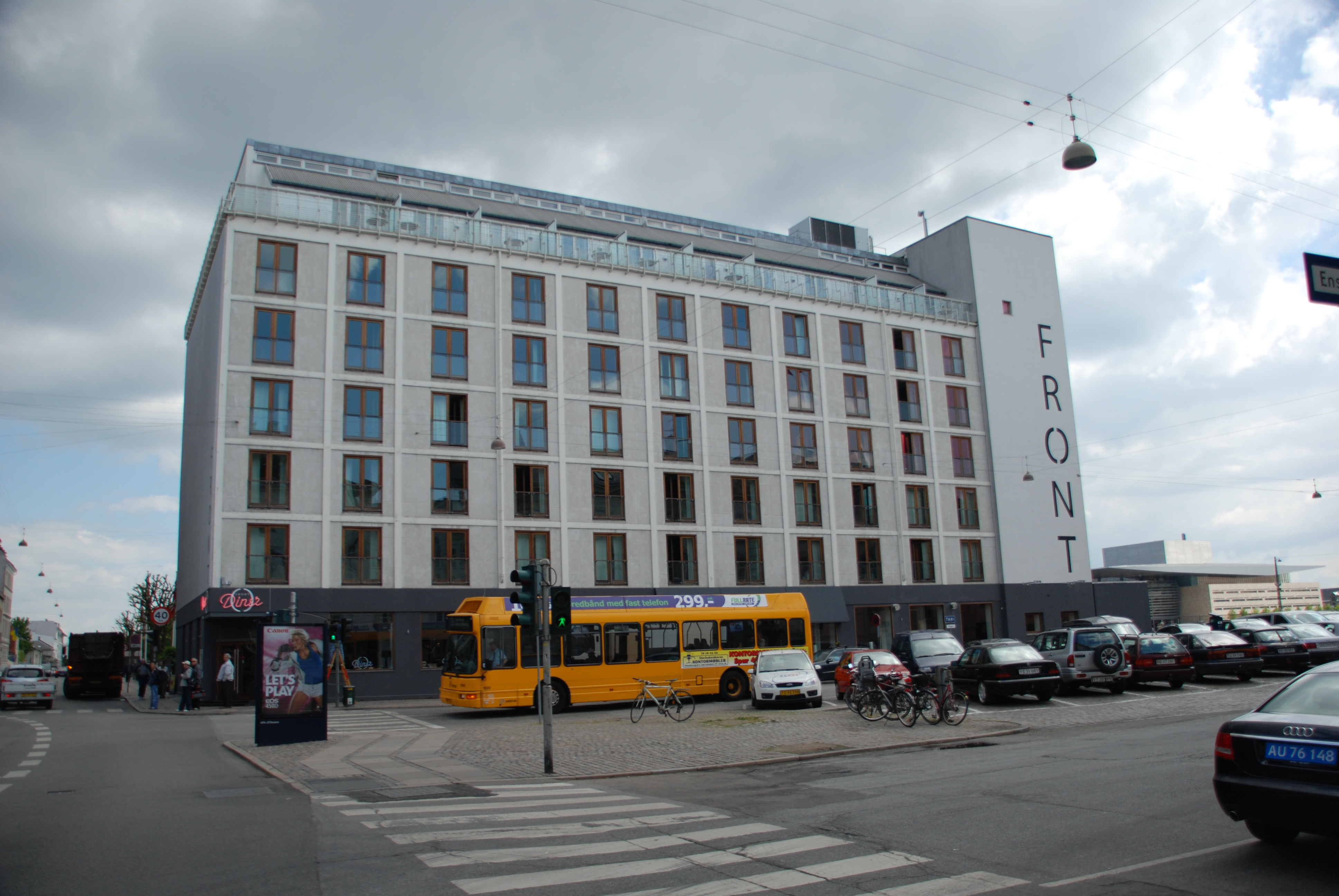
Hotel Codan (1950)

## Obras seleccionadas
- Classens Have (1924, con Carl Petersen y Povl Baumann )
- Ved Vesterport en Vesterbrogade, Copenhague (1930-1932, con Povl Baumann
- Hotel Astoria, Banegårdspladsen, Copenhague (1934-1935)
- Hornbæk Badehotel, Hornbæk (1934–35)
- Hotel Codan, Sankt Annæ Plads, Copenhague (1948-1950, con Ole Buhl y Harald Petersen)